# Heckler & Koch G3
L'Heckler & Koch G3 (da "Gewehr mod. 3") è un fucile da battaglia realizzato dall'industria tedesca Heckler & Koch, dal 1959 al 2001. Prodotto attualmente su licenza da altre aziende, è una delle armi più diffuse tra le forze armate di diversi Stati del mondo.

## Storia
Le origini dell'arma risalgono all'ultimo periodo della seconda guerra mondiale, quando l'industria degli armamenti tedesca studiava un nuovo fucile d'assalto che adottasse la chiusura a rulli già usata con pieno successo dalle mitragliatrici MG42. La fine delle ostilità non fece cessare la ricerca, poiché i progetti vennero ceduti alla società spagnola CETME che li elaborò per produrre un nuovo fucile d'ordinanza per le forze armate spagnole.
Con l'introduzione del calibro 7,62 × 51 mm NATO la Germania Ovest, come tutti i paesi del trattato, fece fronte alla necessità di riarmare il suo esercito con il nuovo tipo di munizioni. Inizialmente venne adottato l'FN FAL, arma di ordinanza dell'esercito belga e di molti altri paesi, con il nome di G1. La Germania chiese una licenza al Belgio per produrre in autonomia il FAL ma, visto che era un'ottima arma ed era venduta a molti Paesi europei, il Belgio non acconsentì. Così la Germania abbandonò l'idea di produrre da sé il FAL e acquistò la licenza del CETME mod. A, prodotto dall'omonima compagnia spagnola CETME, e la produzione di un nuovo fucile passò all'industria tedesca Heckler & Koch (HK), la principale industria d'armi tedesca e la creatrice del famoso MP5. La Heckler and Koch modificò leggermente il CETME e, il 13 gennaio 1959 la Bundeswehr (Esercito tedesco), adottò il neonato fucile da battaglia ‘Gewehr model 3’ (G3). Da allora fino al 1995 il G3 non servì solo le forze armate tedesche, ma anche molti altri paesi quali Grecia, Norvegia, Svezia, Portogallo, Turchia, Iran, Pakistan, Messico, ristabilendo il concetto stesso di fucile da battaglia. È stimato che oltre 50 nazioni negli ultimi 40 anni, tra Paesi industrializzati e del terzo mondo, abbiano armato le loro truppe con il G3.

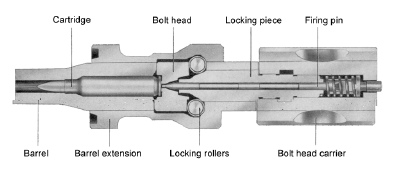
schema dell'otturatore del G3, che mostra il sistema di chiusura a rulli contrapposti adottato su tutte le armi Heckler & Koch.

Scomparì dalla produzione della Heckler & Koch nel 2001 ma diverse aziende continuano a produrne repliche su licenza; l'azienda tedesca ne produsse anche una versione semiautomatica, conosciuta come HK41 o HK91 successivamente.

## Descrizione generale
Il G3 è un fucile concepito per impiego militare, con ciclo di sparo semiautomatico ed automatico, e funzionamento tramite sistema di chiusura a rulli contrapposti. Le caratteristiche principali dell'HK G3 sono la sua maneggevolezza, la sua affidabilità, intuitività d'utilizzo e la sua precisione. Può sparare una granata da fucile (ad es. tipo ENERGA) o montare un cannocchiale di puntamento, ed essere utilizzato anche come fucile di precisione, grazie alla sua accuratezza. I suoi componenti interni sono interamente intercambiabili.
La ragione della sua diffusione è che il G3 è più economico e semplice dei suoi due rivali, l'FN FAL belga e l'M14 statunitense. Inoltre, il G3 offre caratteristiche generali ottime, sia in termini di precisione, sia in termini di qualità dei materiali, della lavorazione e di affidabilità. Il sistema di funzionamento, con otturatore a rulli contrapposti, lo rende facile e sicuro da maneggiare e pulire. L'impiego operativo per circa mezzo secolo a tutte le latitudini, nelle mani di militari come di movimenti clandestini e di resistenza, hanno ampiamente dimostrato la validità del progetto.

## Varianti

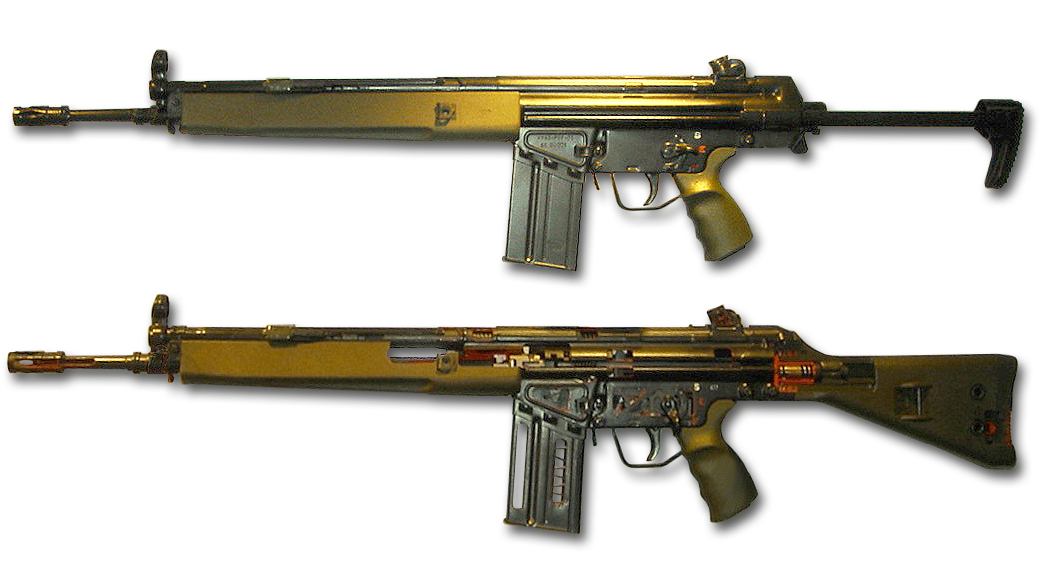
G3A4 e G3A3

- G3A1 variante con calcio retrattile.
- G3A2 variante con mirino posteriore girevole.
- G3A3 variante finale con modifica al mirino frontale e coprifiamma migliorato.
- G3A3A1 3A3 con selettore di fuoco ambidestro e deflettore dell'espulsore in ottone.
- G3A3 Z "zielfernrohr"; variante con mirino telescopico.
- G3A4 simile al 3A3 ma con calcio pieghevole.
- G3A4A1 3A4 con selettore di fuoco ambidestro e deflettore in ottone.
- G3KA4 variante carabina con calcio pieghevole.
- G3KA4A1 3KA4 con selettore di fuoco ambidestro e deflettore in ottone.
- G3A5 modelli di G3A3 di produzione danese.
- G3A6 varianti prodotte su licenza in Iran.
- G3A7 varianti prodotte su licenza in Turchia.
- G3A7A1 varianti di G3A4 prodotte su licenza in Turchia.
- G3A3 ZF variante con supporto alle ottiche sul castello.
- G3 SG/1 variante da precisione del G3; SG (Scharfschützengewehr) indica appunto "fucile di precisione"; da questa è stato preso spunto per realizzare il PSG1, ed è in uso in alcuni reparti dell'esercito italiano come il 185º Reggimento paracadutisti ricognizione acquisizione obiettivi "Folgore" e il 4º reggimento alpini paracadutisti.
- AG-3 variante costruita su licenza per l'esercito norvegese. Ha un differente attacco per la baionetta, la cassa più lunga di due centimetri, il caricatore modificato per permettere un innesto più silenzioso e la leva di armamento in metallo.[5]
- Automatkarbin 4 variante costruita su licenza in Svezia dalle industrie Husqvarna e dalla Bofors Carl Gustaf tra il 1965 e il 1980.[6]
- Armtech HK51 variante compatta del G3 con modalità di tiro semi-automatica realizzata dall'industria olandese Armtech per il mercato civile.[7]

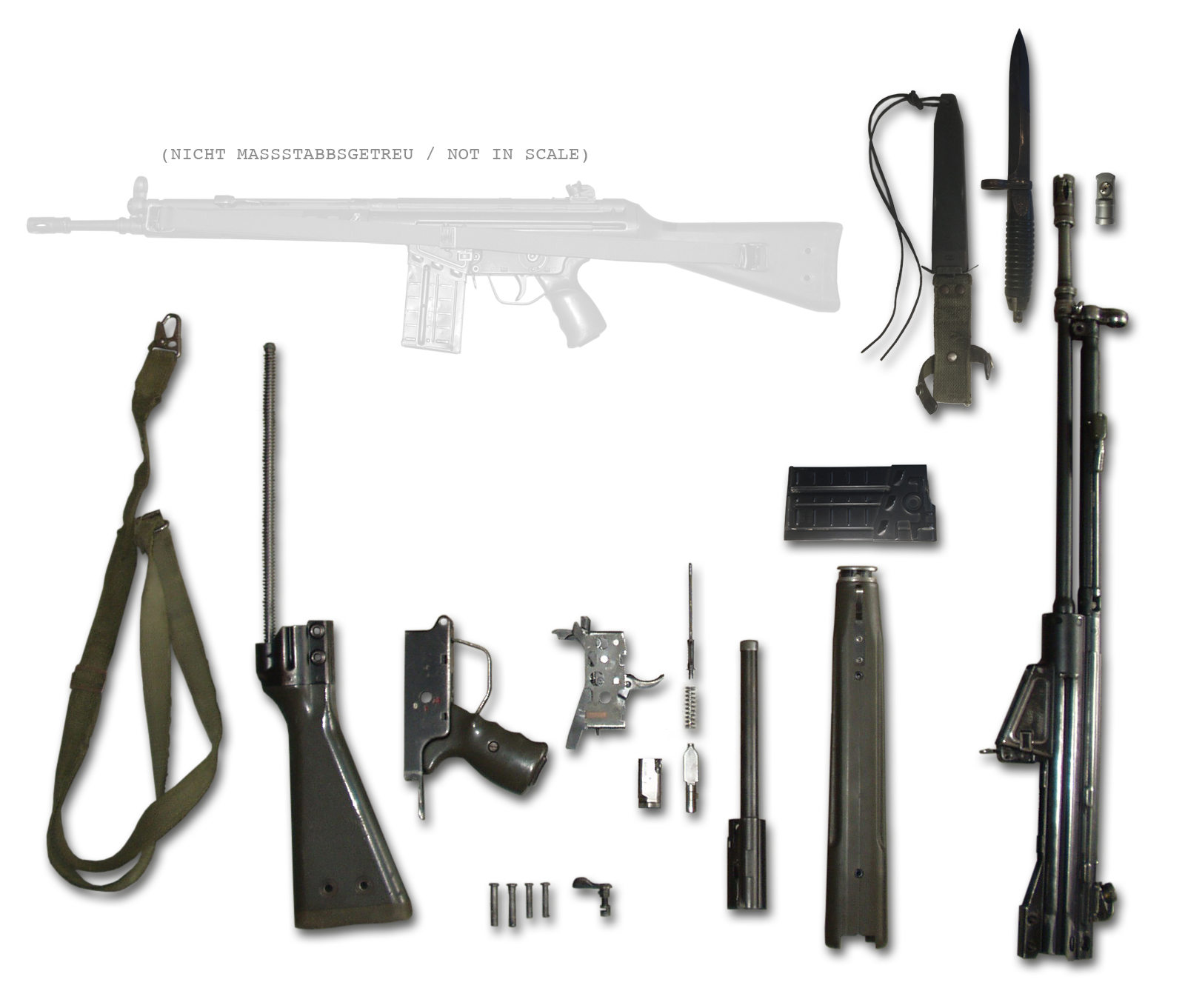
G3A3

Militari turchi con fucili HK G3: il G3 è dotazione standard delle forze armate turche.

|  |  |  |
|  |  |  |

## MSG90
L'MSG90 è un nuovo modello della serie G3, e fu introdotto nel 1987. Si tratta principalmente di un PSG-1 modificato e soprattutto migliorato per l'uso bellico.
Questa versione ha la caratteristica di essere più leggera, dando all'operatore una maggiore agilità e tempi d'impiego più lunghi.
Il calcio ha subito varie modifiche, un pistone orizzontale che serve a diminuire l'impatto del rinculo, e un regolatore di alzo per il poggiaguancia.
Sono utilizzati materiali più leggeri, come fibre e compositi che tengono il peso al di sotto dei 6 kg, ed è stato effettuato un miglioramento della canna.
Il caricatore, il bipiede e gli organi di mira rimangono invece invariati rispetto al SG1. Il selettore è a due posizioni, "Safe" e "Semi".
Al momento fanno uso alcune organizzazioni paramilitari e forze armate statali, tra le quali:
- Bundesgrenzschutz;
- Bundeswehr;
- United States Special Operations Command;
- United States Marine Corps;
- Drug Enforcement Administration;
- Canadian Army;
- Special Air Service;
- Ejército Nacional de Colombia.

## Cultura di massa
- In ambito cinematografico, il G3 compare nei film Terminator (in versione A3), Inception (in versione G3SG/1) e in Stargate in versione (G3A3).
- In ambito videoludico, il G3 compare nel gioco Rainbow Six 3: Raven Shield, Counter-Strike (nella versione SG1), in Battlefield: Bad Company 2, Battlefield 3 (G3A3), PAYDAY 2, Far Cry 2 (G3KA4), Ready or Not (G3A3) e nella saga di Syphon Filter (arma che prende il nome di K3G4 ed in grado di perforare i giubbotti anti proiettili).